# 오바리노역
오바리노역(일본어: 大張野駅)은 일본 아키타현 아키타시에 위치한 동일본 여객철도 오우 본선의 철도역이다. 단선 승강장 1면 1선의 구조를 갖춘 지상역이다.

## 역 주변
- 기시모 진자

## 역사
- 1921년 11월 10일 : 가와베 군 와다 촌에 일본국유철도의 후나오카 신호장으로서 개설.
- 1929년 2월 25일 : 오바리노 신호장으로 개칭.
- 1950년 2월 1일 : 여객역화. 오바리노역 개업.
- 1979년 12월 1일 : 무인화.
- 1987년 4월 1일 : 일본국유철도 분할 민영화에 의해 동일본 여객철도가 승계.
- 2006년 4월경 : 역사를 개축.

## 인접 역
| 동일본 여객철도 오우 본선 | 동일본 여객철도 오우 본선 | 동일본 여객철도 오우 본선 |
| ------------------------- | ------------------------- | ------------------------- |
| 우고사카이 신조 방면      | ■ 오우 본선               | 와다 아키타 방면          |